# Orgilus lepidus
Orgilus lepidus är en stekelart som beskrevs av Muesebeck 1967. Orgilus lepidus ingår i släktet Orgilus och familjen bracksteklar. Inga underarter finns listade i Catalogue of Life.